# 阿布鲁佐国际机场
阿布鲁佐国际机场（義大利語：Aeroporto Internazionale d'Abruzzo）是意大利共和国阿布鲁佐大区最大城市佩斯卡拉的国际机场。